# Sojuz TMA-12
Sojuz TMA-12 er en russisk rummission til Den Internationale Rumstation. Opsendt d. 8. april 2008 og ankom til rumstationen d. 10. april 2008. Rumfartøjet er koblet til rumstationen i syv måneder hvorefter den vender tilbage med en delvis udskiftet besætning.
Rumfartøjet medbragte to kosmonaut/astronaut'er og en rumturist. Bortset fra rumturisten var det den 17. ISS Ekspedition der ankom til ISS.

## Retur til Jorden 24. oktober 2008
Rumfartøjet vendte retur til Jorden d. 24. oktober 2008 med de to samme kosmonaut/astronaut'er som under opsendelsen, men med en anden rumturist.

## Besætning
Opsendelse – 8. april 2008
- Sergei Volkov (kaptajn)
- Oleg Kononenko (flyvemaskinist)
- Yi So-yeon (rumturist) (Retur: Soyuz TMA-11)

Retur til Jorden – 24. oktober 2008
- Sergei Volkov (kaptajn)
- Oleg Kononenko (flyvemaskinist)
- Richard Garriott (rumturist) (Ankommet med: Soyuz TMA-13)

- Sojuz modul
- ISS Ekspedition 17 delvis besætning.

Hovedartikler:
- Wikimedia Commons har flere filer relateret til Sojuz TMA-12